# Totemisatie
Totemisatie is het krijgen van een totem tijdens de scoutsloopbaan en wordt gezien als een belangrijk moment binnen scouting.
Een scoutslid krijgt twee totems: een totem (meestal als jongverkenner of jonggids) en een voortotem (als verkenner/gids, jin of leiding). De totem is de naam van een dier dat dezelfde eigenschappen heeft als de drager van deze totem. Dat zijn zowel positieve als negatieve eigenschappen.
De totemisatie gebeurt, door andere leden of leiding die reeds een totem hebben. Meestal hangt aan het krijgen van een totem een opdracht vast.
De voortotem is een bijvoeglijk naamwoord, dat een bepaalde karaktertrek benadrukt. Dit kan gaan om een eigenschap van het dier dat zonder veel meer aanwezig is, maar niet genoeg naar voren treedt voor de persoon in kwestie. Het kan echter ook gaan om een eigenschap die niet aanwezig is in het karakter van het dier, maar wel bij de persoon, dan is de voortotem een verbetering van de totem.